# اچ‌دی ۸۶۰۸۱
اچ‌دی ۸۶۰۸۱ یک ستاره است که در صورت فلکی سکستان قرار دارد.